# Grootsporige eikenbladmollisia
De grootsporige eikenbladmollisia (Mollisia spectabilis) is een schimmel behorend tot de familie Mollisiaceae. Hij leeft saprotroof op afgevallen rottende bladeren of stammetjes van de zomereik (Quercus robur).

## Kenmerken
Het grootsporige eikenbladmollisia heeft schotelvormige vruchtlichamen. Bij drogen krijgen deze oranje oker tinten. De sporenmaat is 8–14 × 2,8–3,5 µm.
Mollisia elegantior en Mollisia olivascens komen voor in dezelfde habitat, maar ze hebben verschillende sporenmaten en missen de oranje oker tinten bij drogen.

## Verspreiding
De grootsporige eikenbladmollisia komt voor in Noordwest Europa. In Nederland komt deze soort zeer zeldzaam voor.